# Арзамасское подворье
Арзамасское подворье — одно из трех подворий Свято-Троицкого Серафимо-Дивеевского монастыря. Расположено в городе Арзамасе и включает в себя два храма: в честь Рождества Христова и в честь Смоленской иконы Божией Матери.

## История
Смоленская церковь построена в 1797 году. Церковь Рождества Христова построена в 1845—1852 годах по проекту архитектора Константина Тона.
В 1939 году Рождественская церковь была закрыта, а здание затем передано хлебобулочному комбинату. В 1981 году её передали Горьковской специальной научно-производственной мастерской, после чего началась её реконструкция.
Разорённый ансамбль Смоленской церкви передан Дивеевскому монастырю в 1998 году.
17 января 2011 года архиепископом Георгием в храме Рождества Христова был освящён третий придел в честь святителя Николая Чудотворца и преподобномученицы Евдокии. В том же году началось восстановление Смоленской церкви.
14 августа 2016 года, в день празднования Происхождения Честных Древ Животворящего Креста Господня, состоялось освящение храма в честь Смоленской иконы Божией Матери. Чин Великого освящения храма совершил митрополит Нижегородский и Арзамасский Георгий. 19 мая 2018 года состоялось освящение придела во имя апостола и евангелиста Иоанна Богослова.